# 야쿠르트 혼샤
주식회사 야쿠르트 혼샤(株式会社 ヤクルト 本社 ヤクルトほんしゃ, 가부시키가이샤 야쿠루토 혼샤)는 식, 음료를 주 사업목적으로 제조, 판매하는 일본의 기업이다. 또한 식품, 화장품, 의약품도 제조, 판매하고 있다. 마스코트 캐릭터는 야쿠르트맨이다.
기업 슬로건은《사람도 지구도 건강하게(人も地球も健康に)》이다.

## 개요
유산균 음료 브랜드로서는 일본 내 최대이다. 국외 매출 비율은 40%. 해외에서는 39개국·지역에 진출하고 있다(2019년 8월 시점).
일본 프로야구팀 도쿄 야쿠르트 스왈로스(주식회사 야쿠르트 구단)의 모회사이다. 그로 인해 스기우라 토오루와 아오야기 스스무, 하기와라 타가히코, 이가라시 타카아키, 하나다 마사토가 오리지널 스왈로즈의 사원 플레이어로 등록되어 있다. 또한, 육상 경기부(실업단)가 존재하고 있다. 2007년부터는 bj리그(현 B3.LEAGUE) 사이타마 브롱코스의 공식 파트너도 맡고 있다. 2013년부터는 일본 프로 축구 리그(J2리그)의 제프 유나이티드 이치하라 지바의 공식 파트너를 맡고 있으며 대만 해외법인(대만 야쿠르트)이 한때 프로야구팀을 창단하려 했었으나  좌절됐다.

## 연혁
- 1930년 - 시로타 미노루(교토 대학 의학부 졸업)가 유산균이 장내 유해균을 억제한다는 것을 발견하고, 세계 최초로 ‘살아서 장까지 가는 유산균’ 배양에 성공.
- 1935년 - 후쿠오카현 후쿠오카시 주오구 토진마치에서 “다이타 보호균 연구소”를 시작해, 야쿠르트의 제조·판매를 개시. 초대 사장은 대전에 찬동한 나가마쓰 노보루.
- 1938년 - 야쿠르트의 상표 를 등록.
- 1940년 - 판매 조직 다이타 보호균 보급회가 각지에 설립.
- 1955년 - (구)주식회사 야쿠르트 혼샤를 설립하여 야쿠르트의 제조 판매를 개시.
- 1960년 - 클로렐라를 넣은 〈클로렐라 야쿠르트〉를 출시.
- 1963년 - 주부 등 여성을 기용하고 있는 야쿠르트 레이디(통칭·야쿠르트 아줌마)」에 의한 판매를 개시.
- 1968년 - 야쿠르트의 용기를 지금까지의 유리병으로부터 현행의 플라스틱 용기로 변경.
- 1970년 - 프로야구 팀·주식회사 야쿠르트 구단의 모회사가 된다.
  - 같은 해 발효유 〈조아〉를 발매.
- 1972년 - 현·야쿠르트 혼샤가 (구)주식회사 야쿠르트 혼샤를 흡수 합병. 이른바 주식 액면변경 목적의 합병.
  - 같은 해 본사를 도쿄도 주오구 핫쵸보리에서 시오도메(미나토구 히가시신바시)로 이전.
  - 같은 해 야쿠르트 레이디에 의한 〈사랑의 방문 활동〉을 개시.
- 1974년 - 슈퍼마켓 등의 양판점에서 팩 매도를 시작해 매출을 늘려 나간다.
- 1978년 - 비피더스균에 의한 발효유 〈미루미루〉을 출시.
- 1980년 - 도쿄증권거래소 제2부에 상장 .
- 1981년 - 도쿄증권거래소 제1부로 지정 교체.
- 1998년 - 구마가야 나오키 부사장(당시)에 의한 거액 손실 사건 발각. 회장·부사장이 사임.(나중에 부사장은 특별 배임죄에 의해 유죄가 확정되었다.)
  - 같은 해 야쿠르트가 특정 보건용 식품 지정.[4]
- 2008년 - 야쿠르트 굿 디자인・롱라이프 디자인상.
- 2012년 - 미국 식품 의약국으로부터, 락토바실러스·카제이·시로타 변종을 GRAS(일반적으로 안전 인정)에 인정 받았다.[5][6]
- 2016년 - 세계 유제품 1일 평균 판매 개수가 3500만개가 된다.
- 2020년 4월 1일 - 본사를 히가시신바시에서 다케시바의 워터스 다케시바로 이전.[7] 구관은 일본소방협회에 대여된다.
- 2021년 11월 27일 - 도쿄 야쿠르트 스왈로스가 일본시리즈에서 우승, 20년 만의 일본 제일에 빛났다. 공식 웹사이트의 〈일본 제일 기념 시책〉을 실시의 페이지에 액세스가 잇따라 다운됐다.

## 역대 사장
- 나가마쓰 노보루 : 1955년 4월 ~ 1963년 3월
- 시로타 미노루 : 1963년 3월 ~ 1970년 3월
- 마쓰조노 나오미 : 1970년 3월 ~ 1988년 3월
- 쿠와하라 준 : 1988년 4월 ~ 1996년 6월
- 호리 스미야 : 1996년 6월 ~ 2011년
- 네기시 다카시게 : 2011년 ~ 2021년 6월
- 나리타 유 : 2021년 6월 ~ (현직)

## 주요 제품

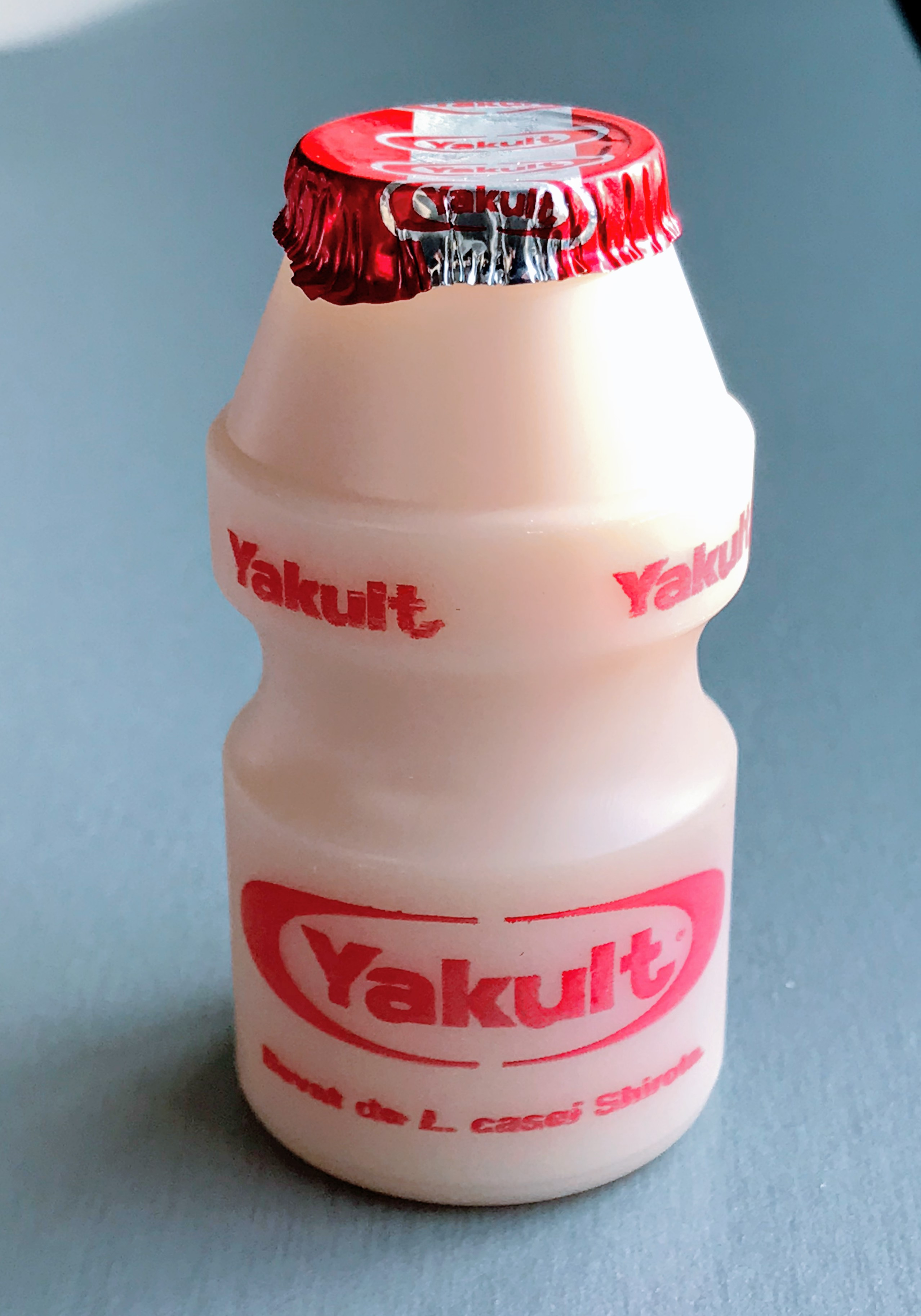
야쿠르트

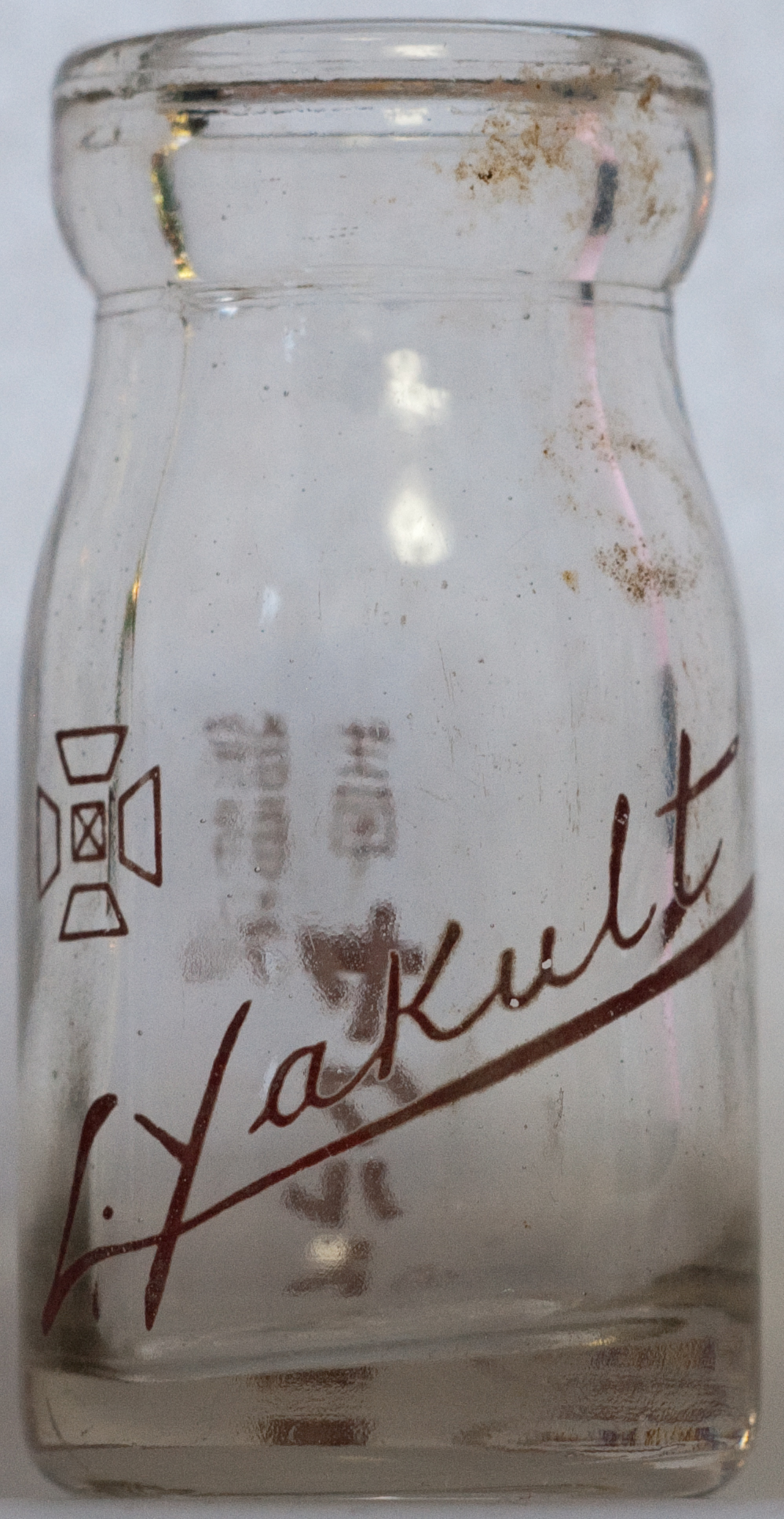
이전 야쿠르트 유리병

판매는, 야쿠르트 레이디에 의한 방문 판매와 슈퍼마켓이나 편의점 등의 양판점·식료품점의 매장, 자동판매기가 있다.
굵은 글씨는 야쿠르트 레이디에 의한 전매품, 보통 글씨는 매장 판매 만의 상품.

### 야쿠르트
야쿠르트 혼샤에 의해 제조·판매되고 있는 유산균 음료이다. 〈Yakult〉는 에스페란토어로 요구르트를 의미하는 〈Jahurto〉(야후르트)로부터 만들어진 조어. 야쿠르트를 대표로 하는 유제품 유산균 음료가, 그 개발자인 시로타 미노루 박사에 의해 〈일본 국민의 건강에 널리 기여한다〉를 위해 일본 내에 전파된 이래, 〈메이지 힘내 건강〉(메이지 유업(현재・메이지)), 〈로리 시리즈〉 (유키인 로리 →유키인 라비오 → 카고메 라비오 → 카고메), 〈클로렐라 라이트 시리즈〉 ( 클로렐라 라이트 본사) 등, 유사 상품이 다수 제조·발매되고 있다. 이들은 발효유 제조 기술을 가진 기업에 의한 제품이며, 많은 제품이 ‘L. casei’(학명: Lactobacillus casei )라는 종명의 유산균이 이용되고 있다. 최근에는 ‘L. casei’ 중에서도 변종명(야쿠르트에서는 시로타 변종)까지 고집한 상품도 많아 특정균 변종마다 건강효과를 홍보하고 있다.
- 〈New 야쿠르트〉 특정 보건용 식품 - 2013년 11월에 구 야쿠르트로부터 리뉴얼. 1개(65ml 폴리스티렌 용기) 중의 시로타 변종이 구상품의 150억에서 200억으로 늘어나고 있는 것이 특징이 되고 있다. 한때는 유리병이었지만, 1968년에 폴리스티렌제 용기로 변경되었다. 특징적인 용기의 수축은, 원래는 생산 라인의 가이드 벨트에 맞추기 위해서 만들어진 것. 그러나 이 수축에 의해 유리병 때와 같은 높이가 되었고, 또한 잡기 쉬움·마시는 등의 이점이 되었다. 알루미늄 캡의 색은 발매 당초 1주일 분의 7색이 존재했지만, 현재는 적색만 사용된다.
- 〈New 야쿠르트 칼로리 하프〉 - ‘야쿠르트 칼로리 하프’의 리뉴얼 상품. 윗상단의 ‘New 야쿠르트’에 비해 열량 을 약 50% 컷 한 유음료.
- 〈야쿠르트 400〉 특정 보건용 식품 - ‘L. casei 시로타 변종’이 400억개 함유되어 있다. 면역력이 높아진다.
- 〈야쿠르트 400LT〉 특정 보건용 식품 - ‘야쿠르트 400’보다 칼로리(30% 컷)와 단맛(25% 저감)을 억제한 라이트 타입. 면역력이 높아진다.
- 〈야쿠르트 Ace〉 - 비타민 C, 비타민 D, 갈락토 올리고당이 함유되어 있다.
- 〈컵 de 야쿠르트〉 - 2015년 11월 30일부터 2016년 3월까지의 기간 한정 발매 .

### 요구르트 계열
- 〈조아 (마시는 요구르트)〉 특정 보건용 식품 - 1970년 발매. 현재는 플레인, 딸기, 블루베리, 무스카트, 계절 한정품의 5종류가 있다.
- 〈소푸르 (하드 타입 요구르트)〉 특정 보건용 식품 - 현재는 플레인, 딸기, LT, 건강 요구르트의 4종류가 있다.
- 〈조아 (먹는 타입)〉(소프트 타입 요구르트) - 2012년 10월 발매. 현재는 알로에, 블루베리의 2종류가 있다. 2019년 종매.
- 〈미루미루〉(신) - 2010년 3월 발매. 어린이부터 성인까지 다양한 층을 대상으로 한다. 일반적인 마시는 요구르트에는 없는 독특한 우유 풍미가 특징. 더욱 강화된 B.브레이베 야쿠르트 균주를 100억개 이상 함유. 충치의 원인이 되지 않는 팔라티노스를 사용하고 있다.
- 〈미루미루 S〉 - 갈락토 올리고당 등의 영양 성분이 함유.
- 〈비에프완〉 (BF-1) - B. bifidum BF-1 균주와 S. thermophilus를 사용.
- 〈프레티오〉 특정 보건용 식품 - 혈압이 높은 사람을 대상으로 한 상품.

### 그 외의 식품·음료
- 〈터프맨〉 - 영양 음료 (영양 기능 식품).
- 〈조정 두유〉 특정 보건용 식품 - 콜레스테롤이 신경이 쓰이는 사람에 추천하는 두유 음료.
- 〈랙미〉 - 두유 음료.
- 〈하오소레이차〉 - 특정 보건 식품혼합 차.
  - 향기 맛 특정 보건용 - 식품체내 당의 흡수를 억제하는 효과를 기대할 수 있다.
- 〈글로빈 ONE〉 - 특정 보건용 식품
- 〈올리고당류 매실음료〉 - 특정 보건용 식품
- 〈키니나루 야사이〉 - 야채 주스
- 〈레모리아〉
- 〈사파리 링고〉
- 〈커피 타임〉 - 커피 음료. 최근 기린 그룹과 제휴함으로써 제조량은 축소. 자동판매기에서는 캔커피는 기린비버리지의 〈FIRE〉로 대체되는 곳이 늘어나고 있으며, 현재는 야쿠르트 레이디와 일부 자동판매기에 의한 브릭팩 타입으로 판매가 주가 되고 있다.
- 미루지 - 요구르트 풍미의 유성 음료.

### 화장품
야쿠르트 혼샤의 화장품 본부가 담당한다.

### 의약품
선발 의약품
- 캄프토 드립 정주
- 엘프라트 점적정주액
- 오페림
- 노이 업 노트
- 신세론 정제

후발 의약품
- 비올락티스 산
- 레보호리나토 점적정주 ‘야쿠르트’
- 시스플라틴 점적 정주 ‘마르코’
- 젬시타빈 점적 정주용 ‘야쿠르트’
- 플루타미드 정제 125 ‘KN’
- 이마티닙 정제 ‘야쿠르트’
- 졸레드론산 점적 정주 ‘야쿠르트’

### 건강 식품
- 사프리즘 (각종 사프리즘)
- 굉장히 마실 수 있는 보리 젊은 잎
- 매일 기쁜 케일의 녹즙
- 로얄 젤리

## 판매가 종료된 상품
- 〈야쿠르트 80Ace / 야쿠르트 80Ace LT〉(칼로리 50%컷 타입) - 특정 건강 식품. 철분(구연산철), 갈락토올리고당, 비타민 C, 비타민 D가 함유. 후속 상품은 야쿠르트 300V 시리즈, 야쿠르트 SHEs.
- 〈야쿠르트 300V / 야쿠르트 300V LT〉(칼로리 35% 컷 타입) - 비타민 E, 비타민 C, 갈락토올리고당을 함유하고 있다. 후속 상품은 야쿠르트 Ace.
- 〈야쿠르트SHEs(시즈)〉 - 여성용으로 성분을 재검토한 상품. 콜라겐 배합. 후속 상품은 야쿠르트 프루티.
- 〈야쿠르트 후르츠〉 - 여성을 위한 성분을 검토한 제품. 카시스 과즙 배합.
- 〈야쿠르트 200〉 - 기원 2000년을 기념해 2000년 한정 발매. L. casei 시로타주를 200억개 함유.
- 〈야쿠르트 골드〉 - 고가 상품. 글루코사민과 로얄 젤리 등을 배합.
- 〈Yakult Dolce (야쿠르트 돌체)〉 - 야쿠르트 맛의 요구르트. 2013년 9월 30일부터 2014년 3월까지의 기간 한정 발매.
- 〈미루미루〉(구) - 주로 유아기의 어린이를 대상으로 했다. 당근 주스]를 사용한 독특한 맛이 특징. B. 브레이베 야쿠르트 주식을 100억개 이상 함유. 칼슘, 비타민 A, 비타민 D, DHA, 락토페린 등도 함유되어 있다. 2005년 9월에 판매 종료. 후속 상품은 ‘비피네 M’.
  - 〈미루미루 E〉 - 주로 성인을 대상으로 하고 있었다. B. 브레이베 야쿠르트 주식을 100억개 이상 함유. 비타민 E, 비타민 C, EPA 등도 함유되어 있었다. 명칭의 ‘E’는 비타민 E로부터.
- 〈비피네〉 - 주로 여성을 대상으로 하고 있었다. B. 브레이베 야쿠르트 주식을 100억개 이상 함유. 또한 철분, 엽산 , 갈락토올리고당, 비타민 B6 , 비타민 B12 , 식이섬유, 콜라겐도 함유. 후속 상품은 ‘비피네 S’.
- 〈비피네 M〉 - 오랜 세월 동안 판매된 ‘미루미루’(구)의 사실상의 후속 상품으로서 2005년 10월 발매. 후속 상품은 미루미루(신).
- 〈비피네 V〉 - 2005년 10월 발매.
- 〈소푸르 LCS100〉 - 우유 원래의 원료만을 사용한 플레인 타입의 요구르트로, 유유의 칼슘이 120mg/개 함유.
- 〈퓨알라〉 - 특정 건강 식품. 후속 상품은 조아(마시는 타입).
- 〈소피드〉 - 스포츠 음료. 세계적으로 유명한 수영 선수 이안 소프가 감수를 맡은 요구르트 계열의 스포츠 드링크. 주로 슈퍼·편의점· 소매점을 중심으로, 야쿠르트의 자판기에서도 팔리고 있었다.
- 〈마이 타임〉
- 〈라이스 98〉

그 외, 다수

## 연구·제조 공장
최근에는 슬림화를 위해 공장의 대규모화 통합을 추진하고 있으며, 2015년에는 식품공장이 본사 5, 자회사 5로 집약됐다.

### 연구소
- 야쿠르트 중앙 연구소 (도쿄도 구니타치시)

### 본사 공장
후쿠시마 공장을 제외하고 일반 공장 견학을 예약제로 열고 있다. 소인수 단위로도 견학 가능.
- 후쿠시마 공장 (후쿠시마현 후쿠시마시)
- 이바라키 공장 (이바라키현 사시마군)
- 쇼난 화장품 공장 (가나가와현 후지사와시)
- 후지소노 공장・후지소노 의약품 공장 (시즈오카현 스바노시)
- 효고 미키 공장 (효고현 미키시)
- 사가 공장 (사가현 가미사키시)

### 자회사 공장
- 이와테 야쿠르트 공장 (이와테현 기타카미시)
- 지바 야쿠르트 공장 (지바현 요쓰카이도시)
- 아이치 야쿠르트 공장 (아이치현 닛신시)
- 오카야마 와키 야쿠르트 공장 (오카야마현 와케군)
- 후쿠오카 야쿠르트 공장 (후쿠오카현 지쿠시노시)

### 폐쇄된 공장
- 나가사키 야쿠르트 공장 (나가사키현 이사하야시, 2006년 9월 폐쇄)
- 야쿠르트 혼샤 삿포로 공장 (홋카이도 삿포로시, 2007년 4월 폐쇄)
- 오카야마 야쿠르트 공장 (오카야마현 오카야마시, 2007년 5월 폐쇄)
- 호쿠리쿠 야쿠르트 공장 (이시카와현 이시카와군, 2007년 8월 폐쇄)
- 야쿠르트 혼샤 시즈오카 공장 (시즈오카현 시즈오카시, 2009년 4월 폐쇄)
- 야쿠르트 혼샤 교토 공장 (교토부 우지시, 2012년 8월 폐쇄)
- 야쿠르트 혼샤 후쿠야마 공장 (히로시마현 후쿠야마시, 2012년 9월 폐쇄)
- 야쿠르트 혼샤 구마모토 공장 (구마모토현 구마모토시, 2013년 4월경 폐쇄)
- 오사카 야쿠르트 공장 (오사카부 네야가와시, 2015년 폐쇄)
- 고베 야쿠르트 공장 (효고현 고베시, 2015년 폐쇄)
- 오이타 야쿠르트 공장 (오이타현 벳푸시, 현: 야쿠르트 회관)

## 계열사
- 야쿠르트 약품 공업[9]
- 야쿠르트 식품 공업[9]
- 에이앤지
- 야쿠르트 홀 (다목적 홀로서 주식회사 야쿠르트 혼샤가 운영하고 있었다. 현재는 공익재단법인 일본소방협회에 대여되어 〈닛쇼 홀〉로 운영되고 있다.)
- 야쿠르트 구단[1] (도쿄 야쿠르트 스왈로스 운영 회사)
- 야쿠르트 상사[1]
- 야쿠르트 머티리얼[1]
- 야쿠르트 건강 식품[1]
- 야쿠르트 로지스틱스[1]
- 야쿠르트 라이프 서비스[1]
- 오카야마 와케 야쿠르트 공장[1]
- 하코다테 와인
- 야쿠르트 판매 각사(○○ 야쿠르트 판매: ○○는 도쿄, 오사카, 마쓰야마 등)
- 해외법인(해외 26개국·지역에서 야쿠르트를 판매)
  - hy
  - 대만 야쿠르트[10]
  - 홍콩 야쿠르트
  - 태국 야쿠르트
  - 필리핀 야쿠르트
  - 싱가포르 야쿠르트
  - 인도네시아 야쿠르트
  - 호주 야쿠르트
  - 말레이시아 야쿠르트[1]
  - 베트남 야쿠르트[1]
  - 미얀마 야쿠르트[1]
  - 인도야쿠르트 다논
  - 중국 야쿠르트[1]
  - 광저우 야쿠르트[1]
  - 상하이 야쿠르트[1]
  - 베이징 야쿠르트 판매
  - 브라질 야쿠르트 상공[1]
  - 멕시코 야쿠르트
  - 미국 야쿠르트[1]
  - 유럽 야쿠르트[1]
  - 네덜란드 야쿠르트 판매
  - 벨기에 야쿠르트 판매
  - 영국 야쿠르트 판매
  - 독일 야쿠르트 판매
  - 오스트리아 야쿠르트 판매
  - 이탈리아 야쿠르트 판매

## 참고 문헌
- 秦郁彦 編 〈日本官僚制総合事典 : 1868-2000〉 도쿄대학출판회, 2001년. ISBN 4130301217.